# Nicolas Madget
 (décembre 2010).
Améliorez-le ou discutez des points à vérifier. 
 (décembre 2010).
Si vous disposez d'ouvrages ou d'articles de référence ou si vous connaissez des sites web de qualité traitant du thème abordé ici, merci de compléter l'article en donnant les références utiles à sa vérifiabilité et en les liant à la section « Notes et références ».
Pour les articles homonymes, voir Nicolas Madget (homonymie).
Nicolas Madget ou Nicholas Madgett, né en 1740 à Kinsale, près de Cork (Irlande), et mort le 9 mars 1813 était un patriote et traducteur irlandais. Chef du bureau de traduction au ministère français des Affaires étrangères sous la Révolution, il était interprète au ministère de la Marine sous le Premier Empire.
Il est généralement confondu avec son cousin et homonyme Nicolas Madget, ecclésiastique et espion irlandais né à 1758 à Tralee, dans le comté de Kerry,.
Recruté par Bertrand Barère de Vieuzac dans les bureaux du Comité de salut public pendant la Terreur, Nicolas Madget, qui remplaça Thomas Paine envoyé en prison, était espion irlandais chargé de démanteler les réseaux d'indépendantistes irlandais sur le continent. Appartenant au contre-espionnage sous le ministère William Pitt, il infiltra les services secrets français, employa des agents secrets comme ses amis Richard Ferris ou Charles Marien Somers, jusqu'au départ de Charles-François Delacroix.

## Biographie
Né à Kinsale, près de Cork, en 1740, Nicolas Madget partit en France, où il mena des études de théologie. Il fut pensionnaire (socius) de l'Irish College de Toulouse, le séminaire des Irlandais, à partir de l'année 1760-1761, devint sous-diacre le 19 mars 1761, diacre le 27 mars 1762 et obtint son doctorat. Comme alumnus, il acquit « des droits sur la résidence des Irlandais en France », selon les lettres patentes de 1660 et 1701, concernant les prêtres et alumni du séminaire de Toulouse qui pouvaient « jouir des mêmes franchises et libertés que les Français et posséder tous biens meubles et immeubles nonobstant édits et ordonnances contre les étrangers ». Naturalisé, il commença par enseigner à l'université de Bordeaux puis, il fut choisi par l'archevêque de Bordeaux pour enseigner la physique au collège royal de la Madeleine où il professa à partir de 1765. Initié à la franc-maçonnerie, il s'affilia à la loge « Harmonie » le 10 mars 1776.
En 1789, Nicolas Madget abandonna l'enseignement et partit pour Paris, où il fut recruté par Bertrand Barère de Vieuzac, qu'il avait autrefois connu à Toulouse. Ce dernier lui proposa de l'aider à s'occuper de son journal le Point du jour et lui confia la traduction des articles qu'il désirait envoyer en Angleterre.
À partir de cette époque, Nicolas Madget cultiva sa réputation d'ami de la Révolution, prenant en tout modèle sur Barère qui le salariait. Lorsque le 12 août 1792, Jean-François Varlet proposa à l'Assemblée législative de donner un gouverneur au dauphin ; Barère insista fortement pour que Nicolas Madget en fût chargé. Mais contre son attente, la proposition ne fut pas retenue par l'Assemblée.

## Madget s'insinue au ministère des Affaires étrangères
Le 29 octobre 1792, trois représentants de la Municipalité se présentèrent au Collège des Irlandais de Paris, rue du Cheval Vert, où la plupart des étudiants étaient favorables à la Révolution et à l'indépendance de l'Irlande. Ils accompagnaient Nicolas Madget, lui-même entouré de quatre étudiants en médecine. Le traducteur de Barère fut officiellement désigné et installé comme administrateur du collège irlandais, et la cérémonie se termina par des chants. Le supérieur en place, l'abbé Kearney, protesta vivement dans une lettre au ministre des Affaires étrangères Lebrun-Tondu contre cette façon de procéder, qui était contraire aux lois françaises qui reconnaissaient le séminaire comme un établissement étranger placé en dehors de la juridiction de la municipalité. Lebrun transmit la protestation au ministre de l'Intérieur, et Madget fut désavoué et débouté. Mais ce n'était qu'un répit. Les collèges, particulièrement les collèges britanniques étaient un point d'ancrage de l'espionnage britannique en France et il était impensable, pour le contre-espionnage britannique, de ne pas contrôler un collège aussi important que le principal collège des irlandais à Paris. C'était l'esprit de l'intervention de Madget. Mais c'est grâce à Jean-Paul Marat, que l'on put enfin se débarrasser de l'abbé Charles Kearney qui, le 17 mai 1793, fut jeté en prison. Le gouvernement britannique avait besoin d'un homme sûr à la tête du collège et il y fit placer des gens à sa dévotion. Les collèges britanniques jouaient, depuis le début de la Révolution, un rôle important dans l'espionnage britannique, et particulièrement celui de Saint-Omer - où William Pitt et Edmund Burke avaient été éduqués - qui en fut la principale antenne sur le continent notamment depuis que Nathaniel Parker-Forth s'en servait comme base logistique pour ses diverses opérations entre Versailles, Paris et Londres. Lorsque l'attention publique fut dirigée en août 1793 sur cet établissement, c'est Jacques Nicolas Billaud-Varenne qui, à la demande de Bertrand Barère de Vieuzac, se chargea d'encadrer l'arrestation des administrateurs, notamment son principal, Gregory Stapleton, qui ne fut jamais interrogé ou jugé.
Fortement recommandé par Bertrand Barère de Vieuzac, Nicolas Madget offrit ses services au ministre brissotin Lebrun-Tondu, qui accepta, à cause du poids politique de Barère, qui venait de faire condamner Louis XVI à mort. Mais Lebrun-Tondu apprit vite à se méfier de lui. Cependant, Nicolas Madget lui adressa quelques propositions après la déclaration de guerre avec l'Angleterre: « Il faut envoyer et entretenir en Angleterre, et surtout en Irlande, un certain nombre de patriotes anglais et irlandais pour y répandre les principes de la liberté, lui écrivait-il le 13 mars 1793. Il faudrait, pour cette mission des hommes d'une grande force, tant pour les connaissances politiques que pour le talent d'écrire. J'en connais un qui, à cette double qualité, réunit celle du civisme le plus pur. Je l'ai déjà sondé sur l'entreprise et il paraît disposé à s'en charger s'il est autorisé ». Ce jour-là Nicolas Madget cherche à intégrer à l'équipe des agents de Lebrun-Tondu une recrue fort équivoque, son propre neveu et élève, lui aussi ancien curé du diocèse de Bordeaux, et portant les mêmes nom et prénom que lui. C'est ainsi que le neveu partit en Angleterre avec une mission du gouvernement français. Arrivé à Londres, il se rendit chez lord Grenville qui le chargea d'une mission secrète en Irlande, consistant à infiltrer les Irish Defenders à Dublin. En Irlande, on le crut envoyé des Français, et beaucoup de personnes payèrent de leur vie la confiance qu'elles placèrent en lui.[réf. nécessaire]
Cependant, à Paris, l'abbé Nicolas Madget avait opéré une autre réussite : il avait recommandé à Lebrun-Tondu d'envoyer de jeunes Irlandais connus pour leur sympathie indépendantistes, en mission en Angleterre. À peine eurent-ils mis pied sur le sol anglais qu'ils furent interceptés par les services secrets anglais, en vue de les « retourner ». seul l'un d'entre eux, Duckett resta fidèle à l'idéal des Defenders et, revenu en Europe, il secondera activement les activités anti-britanniques sur le continent. C'est un autre prêtre irlandais, ami de trente ans (et futur exécuteur testamentaire) de Nicolas Madget, Richard Ferris, qui s'était chargé d'annoncer à lord Grenville, directeur du Foreign Office, l'arrivée « en grand secret » des jeunes patriotes irlandais. Dorénavant, une des activités principales de Nicolas Madget, caché dans les bureaux français, consistera à neutraliser les efforts des indépendantistes irlandais et écossais en communiquant à temps les informations à Londres. C'est Richard Ferris et Charles Marien Somers, eux aussi anciens prêtres, qui se chargèrent de la liaison entre Madget et les services d'espionnage du Foreign Office.

## Charles Somers et la mission perdue de William Jackson
Charles Marien Somers, né à Wexford (soi-disant à la Jamaïque), s'était, comme Madget, fait naturaliser français et, avant la Révolution, il avait enseigné au collège de La Flèche, avant de devenir chanoine de Vendôme. Venu à Paris, affectant d'être partisan des idées nouvelles, il vivait avec la jolie veuve d'un cordonnier, logeant tant à Paris qu'à Versailles. Il entretenait de hautes relations aristocratiques notamment avec la famille Baude la Vieuville qui avait conservé comme lui des intérêts à la Jamaïque, et qui était apparentée au fameux comte de Butler lequel, avec Hyde de Neuville, fut un inlassable agent de l'Angleterre et de la chouannerie. D'après les très nombreux documents conservés au Public Record Office à Londres, Charles Somers était payé dès le début de la Révolution par le gouvernement britannique pour spéculer à toutes fins utiles sur une évolution des événements qui serait favorable aux intérêts supérieurs de la Grande Bretagne. Il connaissait Nicolas Madget - son « ami pour la vie » - qui a raconté plus tard comment le Comité de salut public l'avait employé comme « agent du contre-espionnage français » ! Cela confirme l'assertion de Lewis Goldsmith selon laquelle, derrière Nicolas Madget, c'était bien Bertrand Barère de Vieuzac qui avait recruté ces agents anglais. Particulièrement adroit et intelligent, comme l'étaient ces prêtres ayant bénéficié d'un enseignement supérieur, Charles Somers a adressé un nombre considérable de lettres et de rapports à lord Grenville et par la suite  à William Wickham qui devait prendre en octobre 1794 la suite de sir Robert Fitzgerald en Suisse, au point que sous le Directoire, malgré ses précautions infinies, on commença à le prendre pour ce qu'il était vraiment, à tout le moins un individu extrêmement dangereux pour la République. En 1793, le gouvernement britannique voulait mettre la main sur le révérend William Jackson, alors en Europe, qui était, lui, absolument Irlandais de cœur, et favorable à un soutien français à la cause la cocarde verte (la « green cockade » était un signe de ralliement des indépendantistes). Jackson état un homme à la forte personnalité qui avait été longtemps protégé par la duchesse de Kingston, une grande dame qui fut longtemps indésirable sur le sol anglais, et qui disposait d'une fortune considérable qu'elle usa en partie pour la cause de l'Irlande.
À Paris, en 1792, William Jackson avait relayé les efforts de lord William Fitzgerald - à ne pas confondre avec Robert, ambassadeur en Suisse - et de Thomas Paine pour que le gouvernement français apporte un soutien logistique aux nationalistes, ou mieux débarque en Irlande pour favoriser une Révolution démocratique et proclamer l'indépendance de l'île. Mais chaque fois, des forces obscures semblèrent contrarier cette volonté. Le ministre des affaires étrangères Lebrun-Tondu, en particulier, fut trompé par une succession de rapports infidèles sur l'état des esprits en Irlande et sur les chances de succès d'une opération militaire sur les côtes irlandaises. Une souricière fut tendue à Jackson devenu trop dangereux et incontrôlable. Nicolas Madget, en liaison avec l'imprimeur John Stone, lui aussi employé et protégé par Barère, se chargèrent de tracer à Jackson un plan de route - immédiatement communiqué à lord Grenville par le propre frère de John Stone, William -, au terme duquel Jackson devait débarquer en Irlande pour y évaluer les chances de succès d'un débarquement français (qui, Barère le savait fort bien, n'était absolument pas dans ses plans ni dans ceux de son collègue Lazare Carnot qui était, semble-t-il, initié aux secrets de Barère). Embarqué en janvier 1794, Jackson fut reconnu, suivi, épié, doublé, trahi par quelques membres d'une organisation très sophistiquée. Le but à atteindre était de le surprendre en flagrant délit d'espionnage, avec des preuves matérielles à l'appui pour nourrir une accusation contre lui. Ainsi fut fait, et Jackson fut arrêté en avril 1794 en Irlande. Au terme d'une longue détention, il fut jugé, odieusement chargé par Charles Marien Somers, venu spécialement pour cela et condamné à mort. On raconte qu'à la veille d'être exécuté, il se serait empoisonné, mais un doute subsiste sur les circonstances exactes de la mort de cet homme courageux dont on a essayé, par la suite, de noircir la mémoire auprès de ses admirateurs catholiques. Cette mort est, tout cas, l'œuvre des trois recrues de Barère : Madget, Somers et Stone.

## Madget entre au Comité de salut public
Premier entré au Comité de salut public dont il fut membre inamovible, Bertrand Barère de Vieuzac doubla le ministre en titre et prit peu à peu le contrôle des affaires étrangères et de la diplomatie secrète qu'il se partagea avec Jean-Marie Hérault de Séchelles, avant que celui-ci ne fût livré en pâture au Tribunal révolutionnaire de Fouquier-Tinville et que ses papiers personnels fussent mis sous contrôle. Au début de l'hiver 1793, Nicolas Madget fut officiellement employé à la deuxième division (marine) du Comité de salut public, qui était un poste clé ayant à voir avec toutes les opérations liées aux colonies. À cette époque, Richard Ferris, son ami, est devenu lui aussi un des rouages du contre-espionnage britannique en France et, à lire ses lettres à Edmund Burke, on ne doute pas un instant de son rejet profond de la Révolution française. Mais il n'empêche, le ministre François-Louis-Michel Chemin-Deforgues, successeur de Lebrun sous le coup d'une inculpation depuis le 5 septembre 1793, lui confie diverses missions qui n'eurent aucun résultat satisfaisant du moins pour les Français. Au contraire, Richard Ferris dénonce dans ses dépêches à Londres, les agents d'origine irlandaise ou écossaise qui désirent servir les intérêts de la République, ainsi l'Écossais Richard Mac Dermott, alors en Angleterre pour identifier l'auteur de la fameuse « Lettre anglaise » et les notes l'accompagnant, un texte explosif qui, à la Convention, avait alimenté bien des craintes et entraîné comme Barère le souhaitait un durcissement des rouages répressifs. Cette lettre d'instruction qui était l'œuvre d'un supérieur de séminaire irlandais nommé Parker, tombée par inadvertance dans les mains des Français, était révélatrice du programme d'incendie et de sabotage, de corruption et d'espionnage conçu par le gouvernement britannique, destiné à déstabiliser la République de l'intérieur et à précipiter la Terreur en réaction.
Désirant confier à Nicolas Madget la propagande et la désinformation en direction de l'étranger (les « carmagnoles » à destination de la presse étrangère), Barère et Lazare Carnot l'installèrent à la tête du nouveau bureau des traductions du Comité de salut public - détaché le 12 germinal an II de l'ancien ministère des Affaires étrangères lui-même devenu une commission d'enregistrement des décisions du Comité de salut public - où il entra officiellement en fonction par arrêté en date du 11 pluviôse an II, en remplacement de Thomas Paine que Barère avait prévu de faire guillotiner quand le moment serait venu, en l'impliquant dans une de ces fausses conspirations de prison. Nicolas Madget traduisit ou fit traduire des discours de Maximilien de Robespierre et d'Antoine de Saint-Just, afin de pouvoir commodément les présenter comme les vrais artisans de la Terreur, alors que c'était Barère, appuyé de ses éternels cosignataires Lazare Carnot, Jean-Marie Collot d'Herbois et Jacques Nicolas Billaud-Varenne, et leurs obligés du Comité de sûreté générale, qui en tiraient les ficelles à Lyon, Arras, en Vendée et à Paris même.

## Publications
- Lettres politiques, commerciales et littéraires sur l'Inde, aux vues et intérêts de l'Angleterre relativement à la Russie, à l'Indoustan et à l'Égypte, par le lieutenant-colonel Taylor, ouvrage traduit de l'anglais (en collaboration avec Antoine Jeudy Dugour et Barère), Imprimerie de Marchant, 1801, in-8°.
- Histoire de Jean Churchill, duc de Marlborough (composée par Madgett, revue et rédigée par l'abbé Hugues Du Tems), Imprimerie impériale, an XIII (1805-1806), 3 volumes, in-8°.